# Koenigsegg Jesko

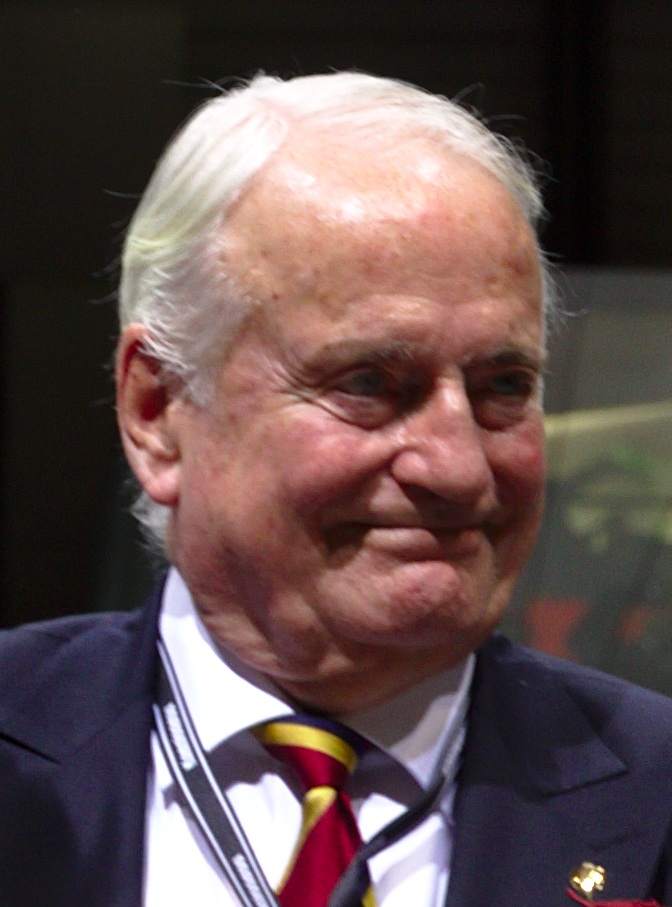
De auto is vernoemd naar Jesko von Koenigsegg, de vader van Christian von Koenigsegg

De Koenigsegg Jesko is een sportwagen met middenmotor, geproduceerd door de Zweedse autofabrikant Koenigsegg in beperkte oplage. Dit autotype werd geïntroduceerd op de Autosalon van Genève van 2019 en is de opvolger van de Agera. De naam Jesko is een eerbetoon aan de vader van de oprichter, Jesko von Koenigsegg.
De Jesko is in de eerste plaats gebouwd als een krachtige racewagen, met focus op hoge aerodynamische downforce en preciezere afhandeling. Koenigseggs andere huidige productiemodel, de Regera, is ontworpen als een Gran Turismo-gericht aanbod.

## Specificaties

### Motor

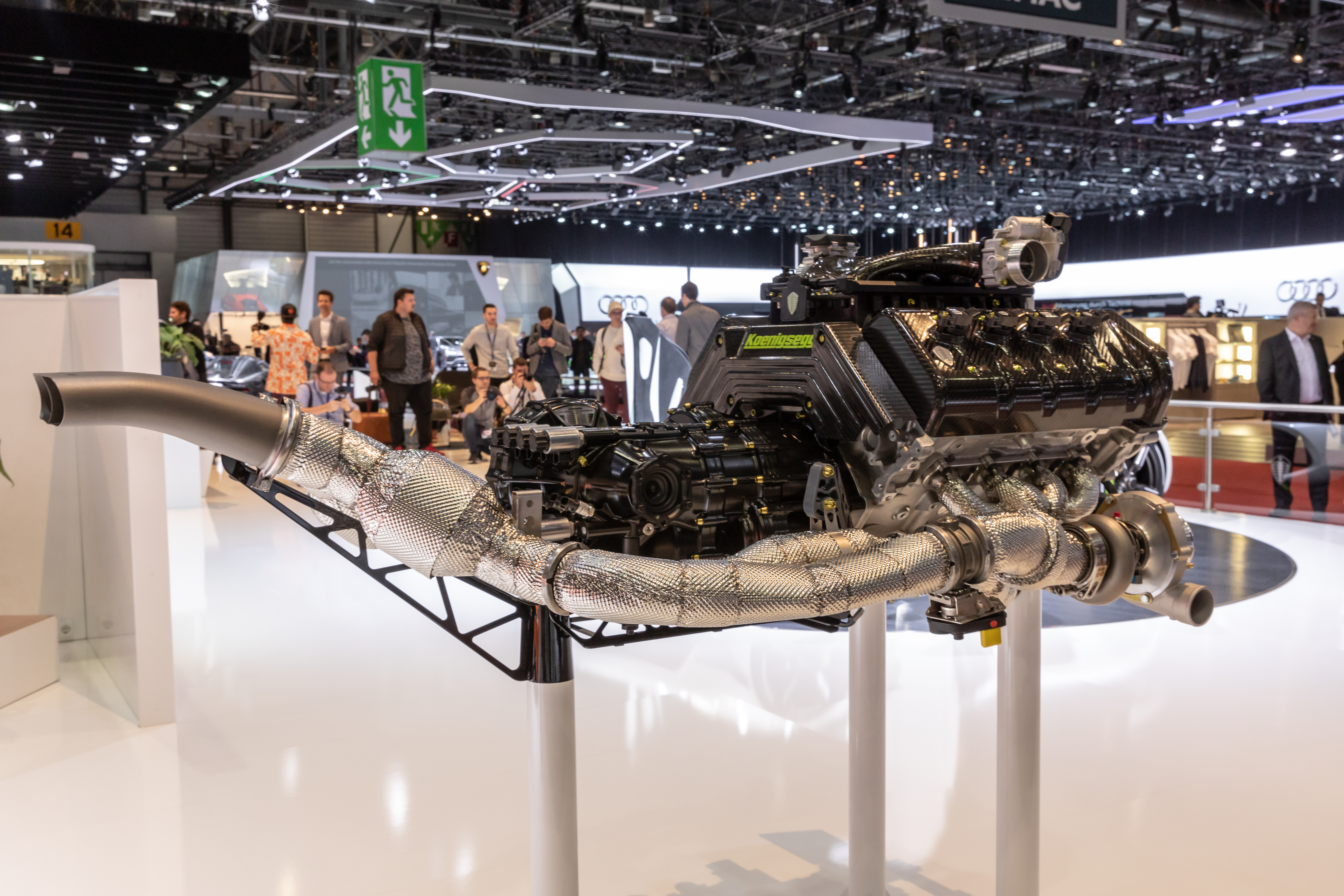
De 5.0-liter V8-motor met dubbele turbo wordt gebruikt in de Jesko samen met het uitlaatsysteem

De motor is een ontwikkeling van de 5,0-liter twin-turbo V8-motor die wordt gebruikt in de Agera. Hij heeft vier kleppen per cilinder, elk met een boring en een slag van 92 en een compressieverhouding van 8,6:1. De motor heeft een vermogen van 1.280  pk op normale benzine en 1.600  pk/1.573 Nm koppel bij 5.100  tpm op E85-biobrandstof.
Wijzigingen van de Agera-motor omvatten het gebruik van een nieuwe 180 graden vlakke krukas die 5 kg bespaart en de rode lijn verhoogt van 8.250  tpm naar 8.500  tpm. De Jesko maakt ook gebruik van de actieve rubberen steunen van de Regera die de motorvibraties in de cabine verminderen. De twee grote turbochargers zijn uitgerust met een 20 liter-tank gemaakt van koolstofvezel, gekoppeld aan een elektrische compressor die lucht naar de turbochargers voert bij een druk van 20 bar om de turbo-lag te verminderen. De motor heeft druksensoren voor elke cilinder om realtime cilinderbewaking voor het multipointsysteem te bereiken.

### Transmissie
De motor is gekoppeld aan een zelf ontwikkelde negentrapstransmissie met meerdere koppelingen, de "Light Speed Transmission (LST)" van de fabrikant. De nieuwe transmissie heeft een gewicht van 90kg en is ten minste 50% korter dan de vorige dubbelekoppelingsversnellingsbak met zeven versnellingen. Ze heeft 21 mogelijke versnellingscombinaties (de versnellingen zijn gerangschikt in twee sets van drie versnellingen) en zeven koppelingen waardoor de bestuurder naar elke versnelling kan springen zonder de verhouding te verstoren. De transmissie schakelt in 20 tot 30 milliseconden. Ze heeft ook een overdrive-modus genaamd "Ultimate Power on Demand" die is ontworpen om direct naar de optimale versnelling over te schakelen, afhankelijk van de input van de gebruiker, in plaats van naar beneden of naar achteren te schakelen naar die versnelling.
De transmissie wordt bestuurd door een boordcomputer die gegevens over de motor en over de weg gebruikt om een versnelling in te schakelen. De versnellingen worden door de bestuurder geselecteerd met behulp van de schakelpaddels op de stuurkolom of de versnellingshendel.

### Chassis en ophanging
In tegenstelling tot zijn voorgangers heeft de Jesko Koenigseggs 'Triplex'-dempers vooraan en achteraan gecombineerd met traditionele Öhlins-dempers. Een achterste horizontale achterdemper voorkomt dat de achterkant op de grond drukt tijdens hard accelereren. De voordempers stabiliseren de auto op hoge snelheden terwijl een actieve achtersturing zorgt voor verdere stabiliteit op alle prestatiesniveaus.
Het koolstofreservoir dat wordt gebruikt in de Jesko is 40 mm langer en 22 mm breder dan dat van zijn voorganger om meer passagiersruimte te krijgen. De kuip is opnieuw ontworpen en bevat een aluminium monocoquestructuur voor verhoogde stijfheid.

### Wielen, remmen en banden

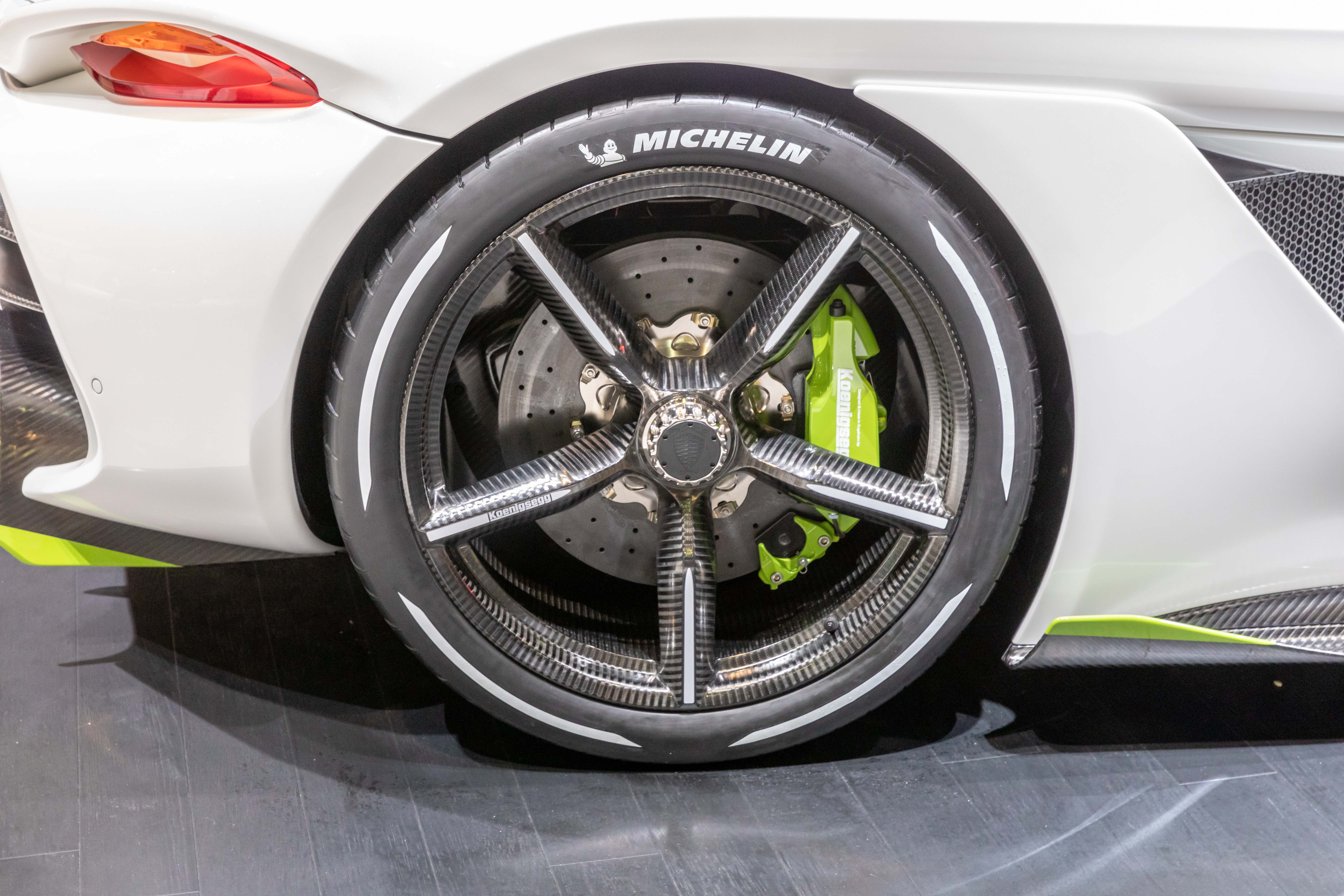
De optionele carbon velgen met carbon keramische remmen

De auto wordt standaard geleverd met gesmede aluminium centrale vergrendelingswielen, met een diameter van 20 inch aan de voorkant en 21 inch aan de achterkant. Lichtere carbonwielen zijn als optie verkrijgbaar, met een gewicht van 5,9  kg aan de voorkant en 7,7  kg aan de achterzijde. 
De banden zijn Michelin Pilot Sport Cup 2's in de maten 265/35 voor de voorkant en 345/30 voor de achterkant. Michelin Pilot Sport Cup 2 R-banden die speciaal zijn ontwikkeld voor gebruik op het circuit zijn optioneel verkrijgbaar. Het remsysteem maakt gebruik van geventileerde carbon keramische schijven.

### Interieur

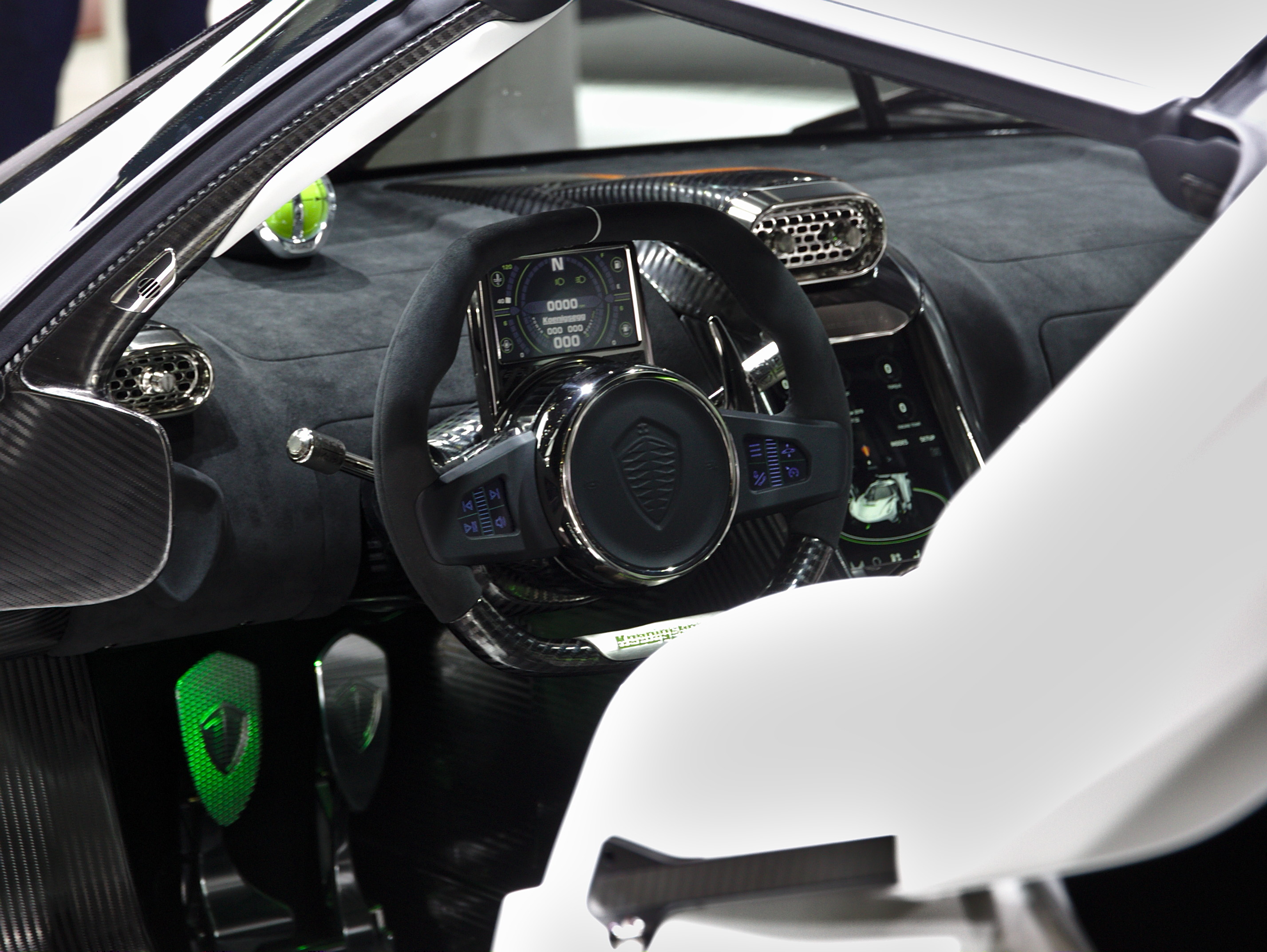
Interieur

Het gebruik van een opnieuw ontworpen monocoque verbetert de been- en hoofdruimte in het interieur van de Jesko in vergelijking met eerdere Koenigsegg-modellen. Hoewel gewichtsbesparing een prioriteit is voor interieurkenmerken, is de auto nog steeds uitgerust met voorzieningen zoals een klimaatbeheersingssysteem, een infotainmentsysteem met een 9,0-inch scherm, Apple CarPlay en opladen via een USB-telefoon. De auto heeft unieke schermen gemonteerd op de spaken van het stuur en een 5,0 inch-scherm gemonteerd achter het stuurwiel met vitale informatie voor de bestuurder. De stoelen zijn gemaakt van holle koolstofvezel maar kunnen elektrisch worden versteld.

### Exterieur
De Jesko deelt de 'Autoskin'-mogelijkheden van Koenigsegg van de Regera, waardoor deuren en de motorkap op afstand kunnen worden bediend. Het is ook mogelijk de voor- en achteras van de auto hydraulisch op te tillen voor extra bodemvrijheid. De deuren zijn opnieuw ontworpen zodat ze verder naar buiten opengaan en meer open ruimte hebben. In tegenstelling tot de Agera is er geen ruimte om het afneembare dak in de voorzijde van de auto op te bergen. Het dak heeft ook schroeven om ervoor te zorgen dat het op zijn plaats blijft tijdens het rijden met hoge snelheid.

### Prestaties
De Jesko is uitgerust met een grote frontale splitter van carbon aan de voorzijde en een achtervleugel met een boemerangvorm die 800kg downforce genereert bij een snelheid van 249 km/h, 1.000 kg bij 275 km/h en 1.700 kg bij de topsnelheid die nog moet worden onthuld.
De auto zou een topsnelheid hebben van meer dan 483 km/h in de juiste omstandigheden aldus de fabrikant.

### Productie
De productie van de Jesko zal beperkt zijn tot 125 exemplaren en hij zal beschikbaar zijn in high- en low-drag-varianten met elk jaar 40-50 stuks. In tegenstelling tot zijn voorgangers zal de Jesko wereldwijd worden geproduceerd. Later werd bekendgemaakt dat alle build-slots van de Jesko uitverkocht zijn. In mei 2023 werd het eerste exemplaar afgeleverd.